# Философия искусства
Философия искусства — сегмент общей философии культуры, особенность которого составляет эстетика, являющая основу и суть философии искусства.
«Новая философская энциклопедия»,, подготовленная Институтом Философии Российской Академии наук и выпущенное в 2000—2001 гг. дает два определения;
Искусство — художественное творчество как особая форма общественного сознания, вид духовного освоения действительности.
Эстетика (от греч. αἰσθάνομαι — чувствовать; αίσθητικός — воспринимаемый чувствами) — наука о неутилитарном созерцательном или творческом отношении человека к действительности, изучающая специфический опыт её освоения, в процессе (и в результате) которого человек ощущает, чувствует, переживает в состояниях духовно-чувственной эйфории, восторга, неописуемой радости, блаженства, катарсиса, экстаза, духовного наслаждения свою органическую причастность к Универсуму в единстве его духовно-материальных основ, свою сущностную нераздельность с ним, а часто и конкретнее — с его духовной Первопричиной, для верующих — с Богом.
В основе философии искусства (не выделяемой в строго научных категориях) лежит эстетика как раздел философии, изучающий специфический опыт освоения действительности. Определение Института Философии четко отделяет эстетику как специфически философский термин от бытового (вульгарного) употребления слова.
Термин «эстетика» употребляется в современной научной литературе и в обиходе и в ином смысле — для обозначения эстетической составляющей культуры и её эстетических компонентов.
Однако искусство, как сказано выше, не является лишь «составляющей», но формой общественного сознания, над изучением, анализом и предвидением которого и работает эстетика.
В европейском интеллектуально-чувственном ареале протонаучная эстетика ярко проявила себя уже в греко-римской Античности. Платон впервые вывел понятие τό καλόν (прекрасное как в физическом, так и в нравственном смысле) на уровень некоего абстрактного начала, указывающего морального и духовного совершенствования.
В классический период имплицитная эстетика особенно плодотворно развивалась в направлениях романтизма, реализма и символизма. Начавшийся с Ницше постклассический период, основу которого составила переоценка всех ценностей культуры, отодвинул собственно теоретическую эстетику (эксплицитную) на задний план, на уровень школьной дисциплины. Эстетическое знание в XX в. наиболее активно развивалось внутри других наук (философии, филологии, лингвистики, психологии, социологии, искусствоведения и т. д.).
Споры внутри эстетики как философской дисциплины ведутся много веков, и «разграничительные линии» в этих спорах часто повторяют различия ведущих национальных философских школ.
Например, классическая германская эстетика (Кант, Гегель, Шиллер) рассматривает искусство как «целесообразную деятельность без цели», «царство видимости», «игру творческих сил», проявление и выражение бытия «Абсолютного Духа».
Русская эстетика реализма настаивает на идее органической связи искусства с действительностью, считая его главным предметом «все, что есть интересного для человека в жизни».
Главный вопрос философии искусства; «что есть искусство?» обретает новую остроту с появлением постмодернизма, который ставит под сомнение многие «старые», классические представления, в том числе об эстетическом, о художественном. В постмодернизме они сохраняют своё значение лишь в качестве «транскультурных, трансвременных ценностей». Подвергаются ревизии античные представления о «мимесисе», который сводится к «обманному иллюзионизму», породившему традиционный реализм. Отстаивается идея приоритета т. н. осязаемых, а не иллюзионистских объектов, представляющих собой новое, оригинальное средство взаимодействия между художественной экспрессией и опытом повседневной жизни. Соответствующую этому принципу «постмодернистскую» художественную практику рассматривают (точнее — выдают) за новый и непредсказуемый по своему значению шаг в сближении искусства и жизни, якобы сливающихся в «единовременное переживание».
Однако столь решительный разрыв с классическим наследием пока не оказался могущественнее духовно-практической силы самого искусства, продолжающего поражать воображение и давать наслаждение все новым поколениям людей.
Искусство создается прежде всего личностью и обращается прежде всего к личности. Ни одна область творческой деятельности человека не может соперничать с искусством во всеохватности отражения человеческих ощущений. Беспрецедентны возможности искусства в раскрытии мотивов человеческого поведения, поступка, переживания. Художник воспроизводит внутренний смысл явлений, событий в индивидуально-неповторимом облике и форме. И здесь вопросы философии искусства тесно переплетаются с вопросами психики и психологии человека.

### Развитие мысли в XX веке
- Спор о массовом и элитарном искусстве
С началом двадцатого века, появлением новых видов и форм искусства, развитием авангарда возникают новые вопросы и дискуссии. Спор Вальтера Беньямина и Теодора Адорно о массовом искусстве является одним из центральных.

Беньямин в своей работе 1936 года «Произведение искусства в эпоху его технической воспроизводимости» пишет о том, что с развитием технологий сущность искусства изменилась. Человек должен поменять свое отношение к искусству, ведь теперь оно не элитарно и не выступает в качестве фетиша, а общедоступно, становится частью повседневной жизни. Такой кардинальный поворот предполагается совершить, отвергнув ауру произведения искусства. Введенное Беньямином понятие ауры является ключевым в различении оригинала, как раз таки обладающего ауратичностью, и копий, у которых данное свойство отсутствует.
«Эту ауру можно определить как уникальное ощущение дали, как бы близок при этом предмет ни был. Скользить взглядом во время летнего послеполуденного отдыха по линии горной гряды на горизонте или ветви, под сенью которой проходит отдых, — это значит вдыхать ауру этих гор, этой ветви. С помощью этой картины нетрудно увидеть социальную обусловленность проходящего в наше время распада ауры.»
Посредством отвержения ауры намечается новая оппозиция: если раньше человек концентрировался на произведении искусства и погружался в него, то в новой эпохе массы, наоборот, погружают произведении искусства в себя. Такое искусство является предметом развлечения, которое и становится ведущей категорией в XX веке, обеспечивая людям рассеянное восприятие и тем самым более прозаическое существование.
С критикой данной теории выступает Адорно. Он считает, что неправильно исходить из оппозиции элитарного(автономного) и массового искусства, как ауратического и неауратического соответственно. В автономном искусстве может не быть ауры (музыка Шенберга, романы Кафки), а в массовом, наоборот, может быть её переизбыток (голливудские фильмы, мультфильмы Disney).
Проблема массового искусства не в том, что оно есть развлечение, а в том, что оно является наслаждением шаблоном, через которое воплощается власть всей культурной индустрии над человеком.

- Спор о сущности искусства
Вопрос «Что такое искусство?» на протяжении долгого времени являлся актуальным, но в XX веке дискуссия приобретает новый поворот. Эссенциалисты видели главной задачей эстетики поиск абсолютной сущности искусства, единой природы всех его произведений. В 50-60-х годах некоторые философы выступили с критикой такого подхода. Со временем их идеи развились в целое направление, которое получило название антиэссенциализм.

Одним из его представителей является Моррис Вейц. В своей работе «Роль теории в эстетике» 1956 года он призывает отказаться от вопроса о природе искусства. В своих размышлениях Вейц показывает, что каждая новая теория отрицает предшествующую, что крайне непродуктивно. Нужно сместить фокус с поиска сущности на вопрос «Какого рода понятием является искусство?». Через анализ теории «семейных сходств» Витгенштейна Вейц приходит к концепции «открытого понятия».
«Понятие является открытым, если условия его применения поправимы, то есть если можно вообразить или гарантировать ситуацию или случай, который потребовал бы некоторого рода решения с нашим участием, чтобы расширить использование понятия для включения этого случая или ограничить понятие и изобрести новое, чтобы иметь дело с новым случаем и его новым свойством.» 
Таким образом, понятие «искусство» является открытым, так как новые случаи, требующие расширения условий для включения, постоянно появлялись и будут появляться и далее.
Последователем Вейца становится Вильям Кенник. В работе 1958 года «Основывается ли традиционная эстетика на ошибке?» философ находит и выделяет две. Первая, по его мнению, заключается в вере, что все виды искусства и всё искусство вообще обладают единой природой. Вторая ошибка — убеждение в том, что хорошая критика невозможна без критериев, универсальных для всех произведений искусства. Кенник считает, что критика не нуждается в теории искусства. Эти положения только утверждают идеи Вейца.
В XXI веке антиэссенциалистскую традицию продолжил Берис Гот. Он пошел дальше «открытого понятия» Вейца и предложил свою кластерную теорию. Искусство является кластерным понятием, то есть существует некий набор критериев, принадлежащий понятию искусства, и если некоторый кластер этих критериев (минимум 2) может быть применён к произведению, то оно считается искусством. 

- Институциональная теория искусства
В качестве реакции на идеи антиэссенциалистов появляется институциональная теория искусства. Институционалисты не согласны с тем, что искусство невозможно и не нужно определять. Они утверждают, что отличительные черты искусства следует искать не в нем самом, но в том контексте, в котором оно появляется и функционирует.
Одним из главных представителей теории является Джордж Дики. В статье 1969 года «Определяя искусство» он выводит критерии, по которым некий объект можно отнести к произведениям искусства. Первая характеристика — это артефактность, то есть рукотворное происхождение объекта. Второе условие — быть кандидатом для оценки. Артефакт может получить статус кандидата для оценки только внутри художественного мира.
В XXI веке институциональная теория искусства нашла свое отражение в эссе Ноэля Кэррола «Идентифицируя искусство». Философ предложил определять произведение искусства через нарратив, то есть посредством помещения его в исторический контекст. Такой подход подразумевает опору на уже сложившуюся традицию, которая становится отправной точкой в идентификации. Кэррол утверждает, что художник всегда имеет отношение к традиции: он либо следует ей, либо наоборот, отрицает, но так или иначе это отношения с ней же. Таким образом, качественные нарративы должны объяснять связь авангардных произведений с традицией, что и будет определять этих кандидатов как произведения искусства.